# Drehbank

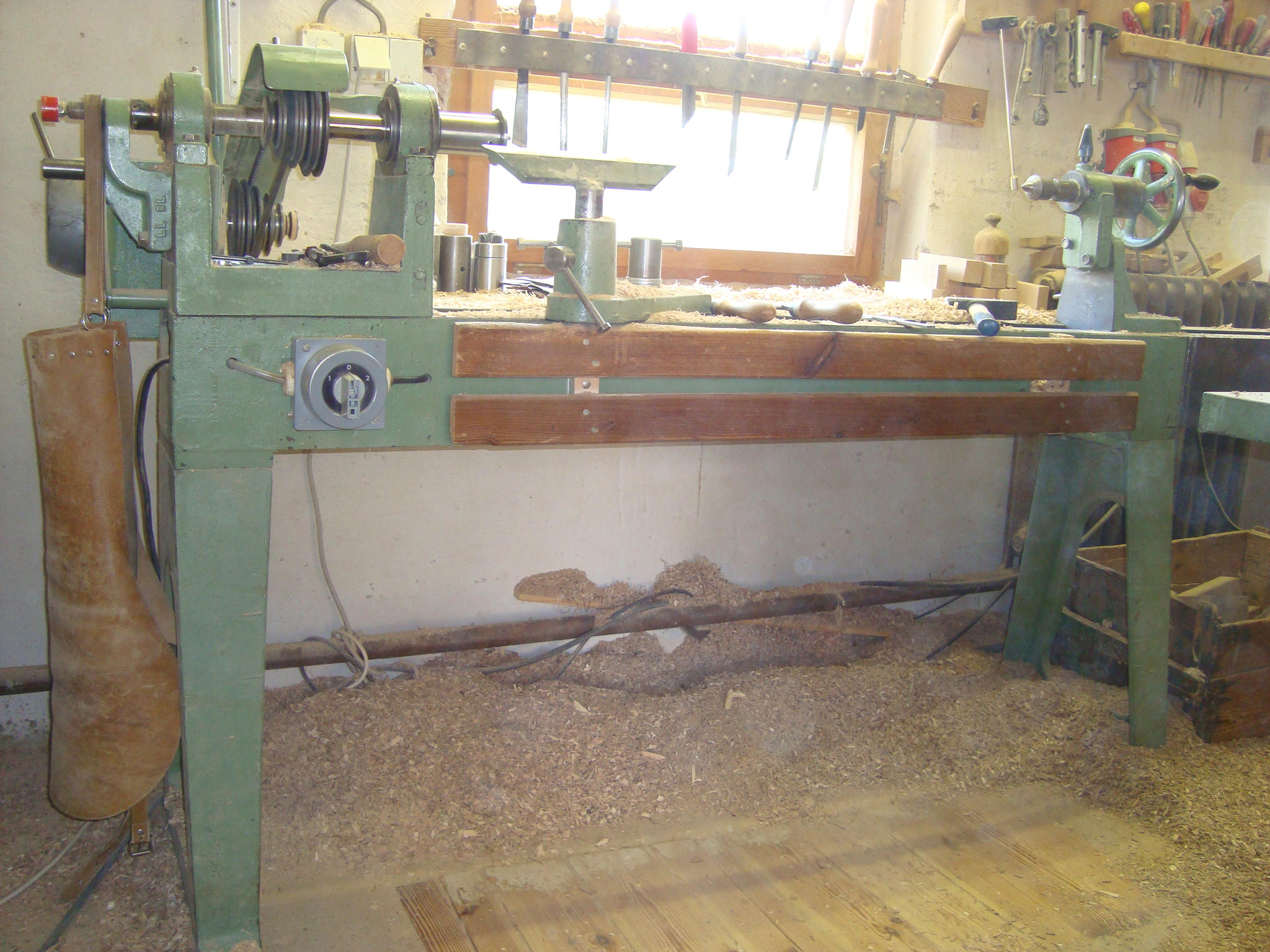
Holzdrehbank

Die Drechselbank oder Holzdrehbank (kurz: Drehbank) des Drechslers ist eine Maschine zum Herstellen von Rotationskörpern vorrangig aus Holz, aber auch aus Elfenbein, Horn, Bernstein, Alabaster, Serpentin, Plexiglas und anderen weichen Stoffen. Im Gegensatz zur Drehmaschine, die über einen Werkzeughalter verfügt und für die Metallbearbeitung verwendet wird, wird bei der Drehbank das Werkzeug per Hand geführt. Die Tätigkeit an der Drehbank nennt der Drechsler im Allgemeinen Drehen, während sie volkstümlich und im Hobbybereich Drechseln genannt wird.

## Der Name
Entgegen der volkstümlichen Bezeichnung Drechselbank wird in der Fachliteratur des Drechslers seine Produktionsmaschine Drehbank oder auch seltener Holzdrehbank genannt. Der Grund liegt in der erst spät erfolgten Abspaltung des Metalldrehers vom Drechslerhandwerk. Mittlerweile spricht der Dreher von der Drehmaschine, während der Drechsler weiterhin von der Drehbank spricht. Der historische Dreher (auch dreier, dreger, dräier, träier, dreer) war eine sehr allgemeine Bezeichnung. Er beschreibt etliche historische Handwerke, die sich der Drehbank bedienten. Speziell aus dem holzverarbeitenden Dreher hat sich schließlich der Begriff Drechsler herausgebildet.

## Geschichte

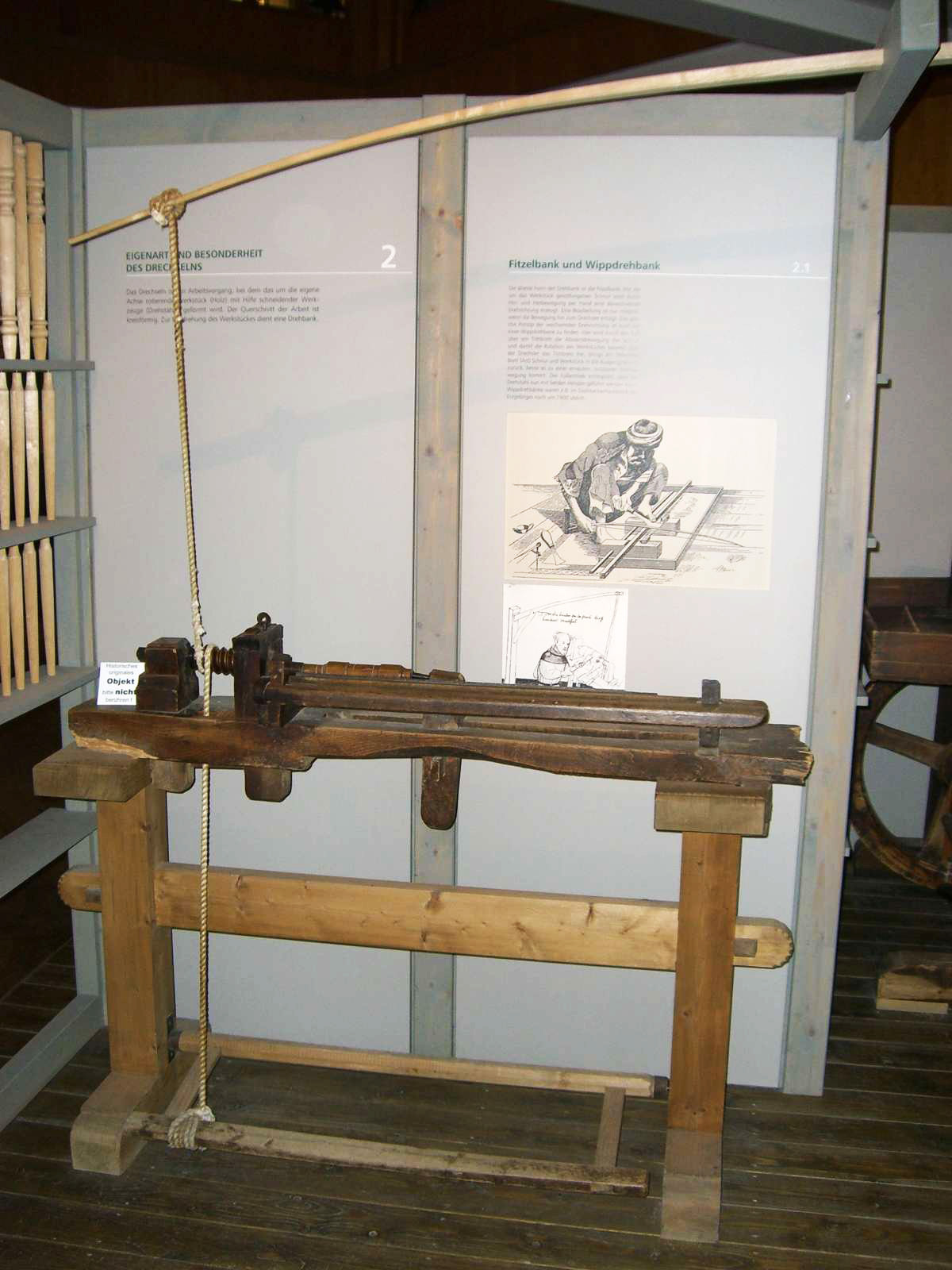
Nachbau einer historischen Wippendrehbank (ca. 1300 n. Chr.)

Die Erfindung der Drehbank geht vermutlich auf die Griechen Ende des 2. Jahrtausends v. Chr. zurück. Die Entwicklung ist an die ersten gedrehten Artikel gebunden und dürfte evtl. noch viel länger zurückliegen, da die Urform der Drehbank aus dem ältesten Gerät der Menschheit, dem Fiedelbohrer, entstanden ist. Lediglich verlegte man die Drehachse in die horizontale Ebene.
Die erste bildliche Darstellung, die einen Vorläufer unserer heutigen Drehbank beschreibt, wurde in einem ägyptischen Grab aus dem Jahr 300 v. Chr. gefunden. Das Prinzip veränderte sich lange Zeit nicht wesentlich, so dass weiterhin die Drehbewegung kontinuierlich wechselte. Erleichterungen brachte die Entwicklung der Wippendrehbank, da der Drechsler nun den Antrieb mit dem Fuß bewerkstelligen konnte und beide Hände für die eigentliche Arbeit frei hatte. Aus der Drehbank des Drayers oder jetzt Drechslers spezialisierte sich die Drehbank des Metallverarbeiters, die um einiges stabiler gebaut wurde und über einen mechanischen Vorschub verfügte.
Die weitere Entwicklung der Technik schuf verschiedene Antriebsformen bis hin zum heute üblichen separaten Elektromotor. 
Weiterentwicklungen stellen heute die CNC-gesteuerten Vollautomaten dar, ohne die die industrielle Massenproduktion kaum möglich wäre.

## Arbeitsprinzip an der Drehbank
Das Werkstück (Drehteil) wird in die Maschine zwischen Spindelstock und Reitstock gespannt oder einseitig am Spindelstock mittels eines Futters befestigt und in Rotation versetzt. Während das Werkzeug mit der einen Hand durch Druck auf die Werkzeugauflage fixiert und gegen das rotierende Werkstück gedrückt wird, führt die zweite Hand das Werkzeug entlang der Längs- und Querachse des Drehteils und kippt es um die horizontal und vertikale Achse des Werkzeugs, wobei es sich bei der Auflagefläche an der Werkzeugauflage um den Drehpunkt (des Werkzeugs) handelt.
Weitere Möglichkeiten der Bearbeitung von Werkstücken an der Drehbank sind unter Drechseln ausführlich beschrieben.

## Grundaufbau der Drehbank
Der Grundaufbau der Drehbank hat sich seit langer Zeit kaum verändert. Zeugen dieser seit langem durchdachten Bauweise sind die Namen der Bauteile selbst, die bei Holz- und Metalldrehbänken identisch sind und an deren gemeinsame hölzerne Vorfahren erinnern.

### Maschinenbett
Das Maschinenbett besteht im Allgemeinen aus zwei horizontalen Wangen, die auf zwei Ständern ruhen. Üblicherweise werden die Teile aus Gusseisen gefertigt, um eine hohe Steifigkeit und damit hohe Arbeitsgenauigkeit zu gewährleisten. Es sind aber auch andere Bauarten, besonders aus dem Freizeitbereich bekannt. Die Distanz zwischen den Wangen dient zur Führung der anderen Bauelemente. Das Maschinenbett kann in verschiedenen Ausführungen hergestellt werden, wie z. B. gekröpft (für größere Querholzdurchmesser) oder extrem lang (z. B. für das Drehen langer Säulen).

### Spindelstock

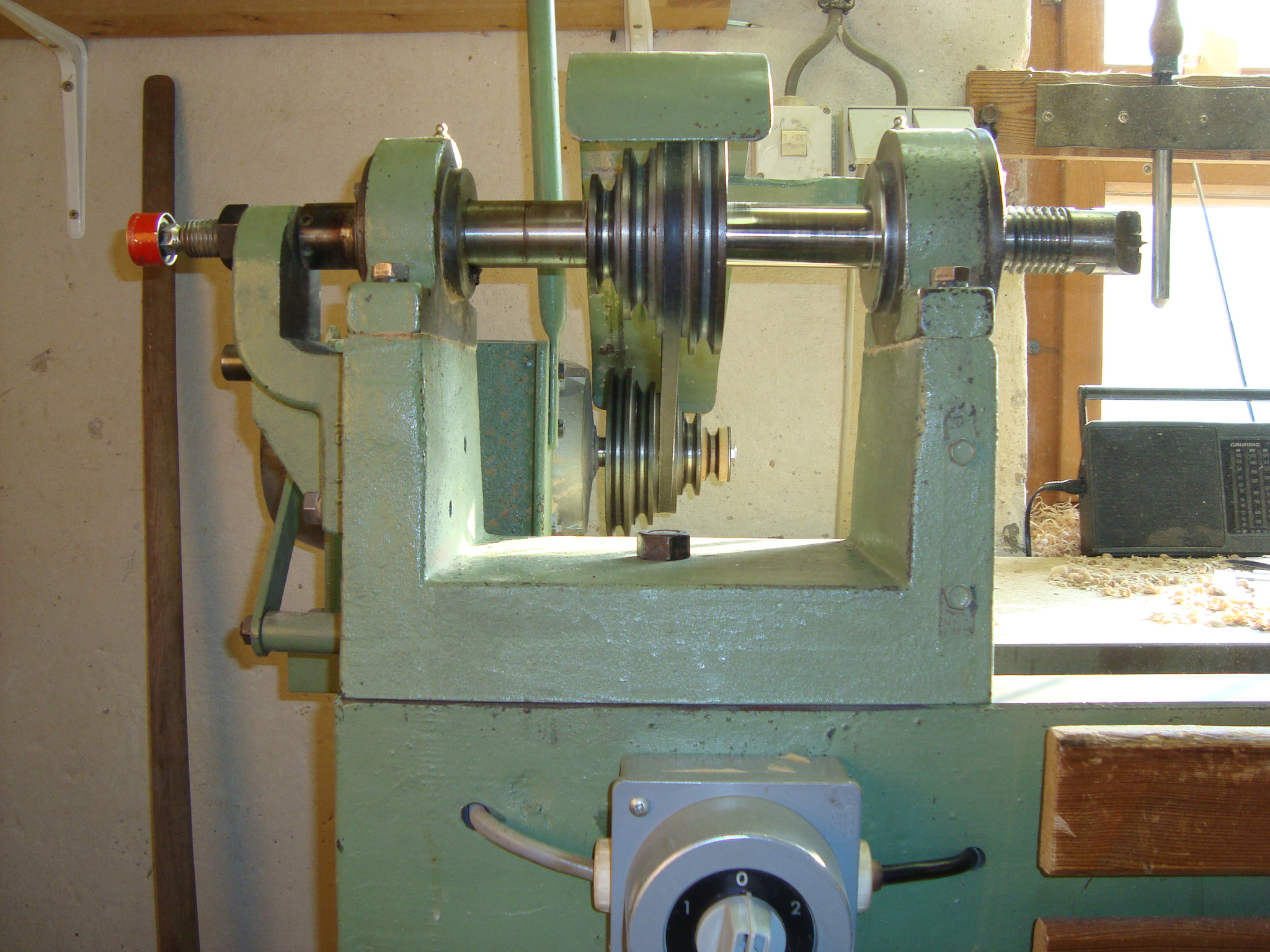
Spindelstock mit Riemenscheiben

Der Spindelstock befindet sich auf der linken Seite der Drehbank (bei Linksdrehbänken rechts) und stellt den bedeutendsten Teil der Drehbank dar. Er besteht im Normalfall aus dem Lagerbock, der beidseitigen Horizontallagerung, dem Gegendrucklager, der Spindel (Welle) und den Riemenscheiben. Aber auch andere Bauweisen sind bekannt. Die Hohlspindel oder Hohlwelle dient der Übertragung der Drehbewegung auf das Werkstück über die Werkstückbefestigung. Die Befestigung kann durch diverse Mitnehmer, Spund-, Anschlag-, Schrauben-, Backen- oder andere Futter erfolgen. 
Die Kraft des Motors kann über Keilriemen, Flachriemen, Schnur, Getriebe oder direkt auf die Welle übertragen werden. Eine elektronische Drehzahlregelung entspricht dem heutigen Stand der Technik.

### Reitstock

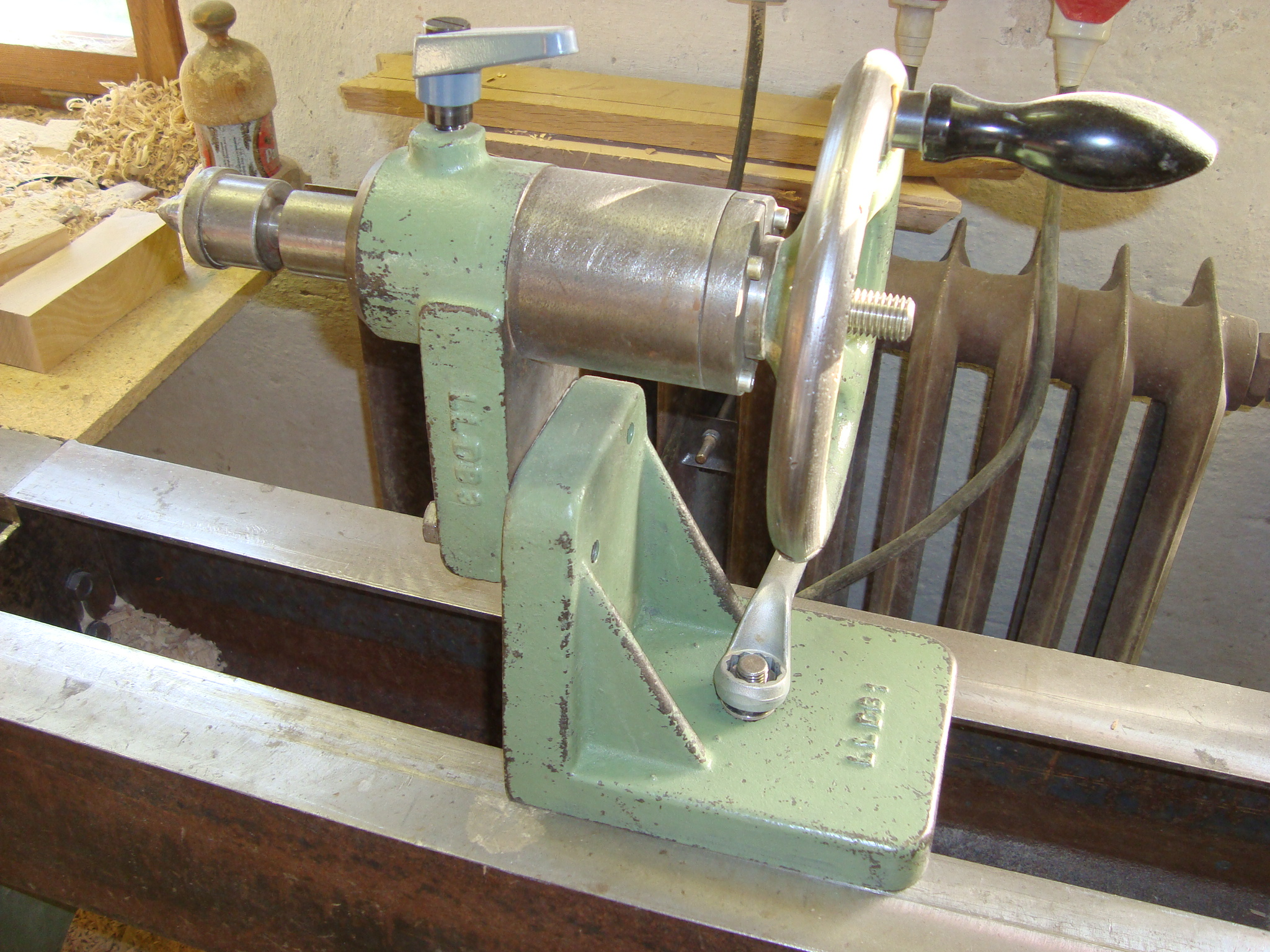
Reitstock

Der verschiebbare Reitstock wird als Gegenhalter für längere Werkstücke benötigt. Auch er ist zumeist aus Gusseisen gefertigt. Mittels Handrad oder Hebel wird das Werkstück zwischen Reitstock und Spindelstock gepresst. Üblicherweise wird dafür an der Reitstockwelle eine Pinole mit Körnerspitze verwendet.

### Handauflage mit Halterung

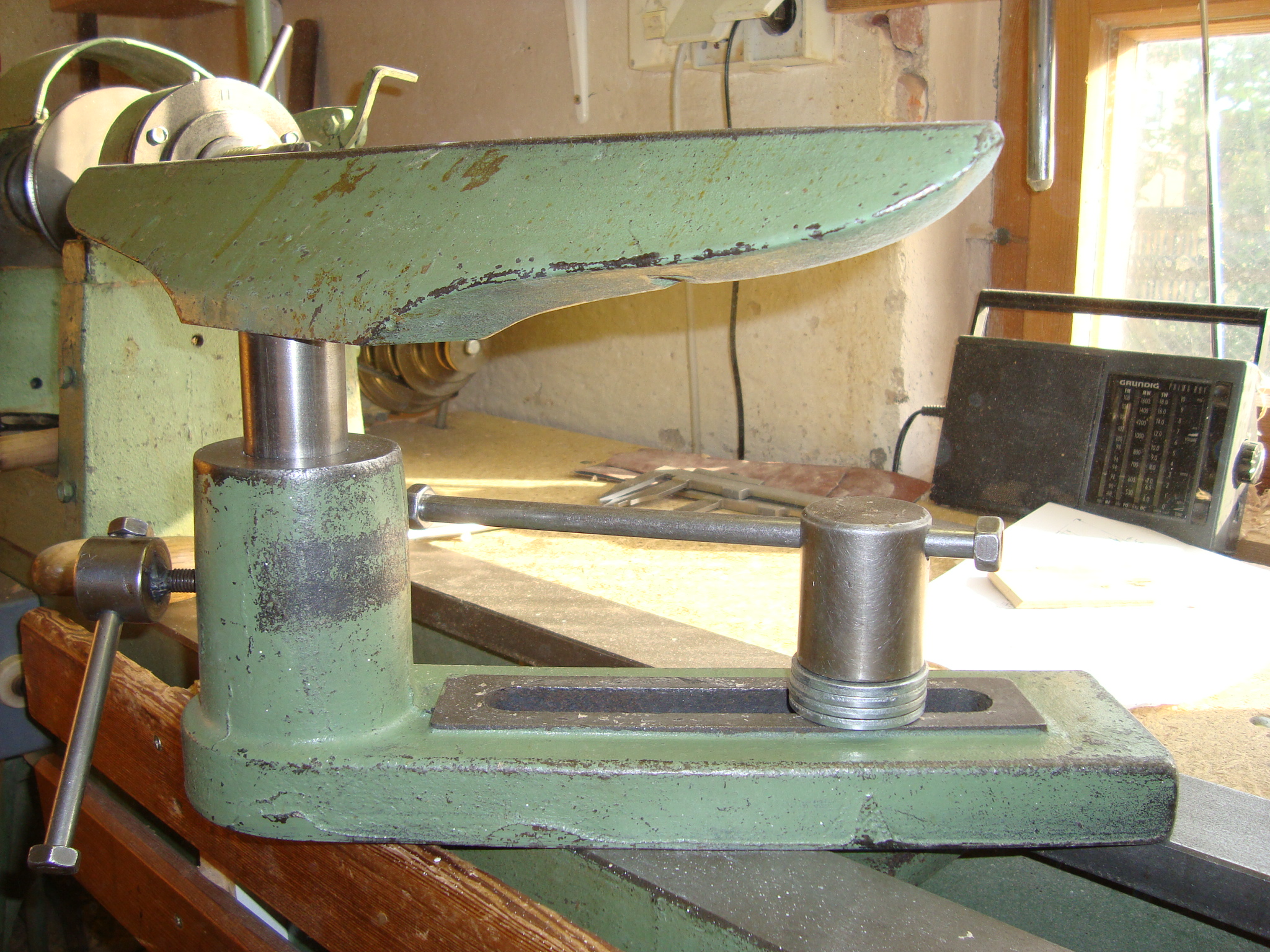
Handauflage

Der Handauflagenhalter liegt auf dem Drehbankbett flach auf und wird, angepasst an die jeweilige Arbeit, an diesem befestigt. Die Handauflage selbst dient der Auflage der Hand mit dem Werkzeug. Es gibt sie in verschiedenen Längen und besteht zumeist, wie die Halterung selbst aus Gusseisen. Sie ist durch die vertikale Führung dreh- und höhenverstellbar. Beim Drehvorgang müssen alle Bestandteile der Drehbank fest fixiert sein.

### Sonderbauteile
Eine Drehbank kann mit verschiedenen zusätzlichen Bauteilen ausgestattet werden. Dazu gehören zum Beispiel:
- Kreuzsupport
- Kugeldreheinrichtung
- Lünetten
- Ovaldrehwerk

Dabei können auch fest eingespannte Werkzeuge ähnlich der Metallverarbeitung Verwendung finden.